# Gareth Delve

a Compétitions nationales et continentales officielles uniquement.

b Matchs officiels uniquement.
Dernière mise à jour le 23 février 2017.
Gareth Leon Delve, né le 30 décembre 1982 à Cardiff, est un joueur de rugby à XV, qui évolue au poste de troisième ligne centre.

## Carrière
Il joue successivement avec Bath puis Gloucester en Coupe d'Europe et dans le Championnat d'Angleterre de rugby. En 2010, il rejoint les Melbourne Rebels, la nouvelle franchise australienne intégrée dans le Super 15.
- 2002-2007 :  Bath Rugby
- 2007-2010 :  Gloucester RFC
- 2010-2013 :  Melbourne Rebels
- 2013-2015 :  NEC Green Rockets
- 2015-2016 :  Ospreys

## Palmarès
- Grand chelem dans le Tournoi des six nations 2006
- Vainqueur du Challenge européen en 2006
- Finaliste du Championnat d'Angleterre en 2007

## Statistiques en équipe nationale
- 11 sélections
- 5 points (1 essai)
- sélections par année : 4 en 2006, 5 en 2008, 2 en 2010
- Tournois des six nations disputés : 2006, 2008 et 2010